# فريدريك لورينز
فريدريك لورينز (بالألمانية: Friedrich Lorenz)‏ هو مقاوم ألماني، ولد في 1897 في Freden ‏ في ألمانيا، وتوفي في 1944 في هاله في ألمانيا بسبب قطع الرأس.